# Carlton (Bedfordshire)
Pour les articles homonymes, voir Carlton.
Carlton est un village se situant dans le comté du Bedfordshire, au Royaume-Uni.